# ر
ر(아랍어: ﺭﺍء, 라)는 아랍 문자의 열번째 글자로, 음가는 치경 전동음 /r/(치경 탄음 /ɾ/으로 나기도 함)이다.
| 글자 모양 | 글자 모양 | 글자 모양 | 글자 모양 |
| 단독형    | 어두형    | 어중형    | 어말형    |
| ﺭ         | (없음)    | (없음)    | ﺮ         |
| --------- | --------- | --------- | --------- |

라는 어두형과 어중형이 없이 단독형과 어말형만 있으며, 어두나 어중에 들어와도 원래 형태를 그대로 쓴다.